# 杉木桥乡
杉木桥乡，是中华人民共和国湖南省怀化市通道侗族自治县下辖的一个乡镇级行政单位。

## 行政区划
杉木桥乡下辖以下地区：
杉木桥村、联团村、龙塘村、小水村、大塘口村和桃子坪村。